# Organisation mondiale du tourisme
Pour les articles homonymes, voir OMT.
L'Organisation mondiale du tourisme (OMT) (anglais : World Tourism Organization (UNWTO)), également désignée sous le nom de l'ONU Tourisme depuis janvier 2024 (anglais : UN Tourism), est une institution spécialisée des Nations unies destinée à promouvoir et à développer le tourisme. L’OMT joue un rôle dans la promotion du développement du tourisme responsable, durable et accessible à tous, en veillant sur l'intérêt des pays en développement.
L’Organisation encourage également l’application du Code mondial d’éthique du tourisme pour s’assurer que les pays membres, les destinations touristiques et les entreprises du secteur maximisent les effets économiques, sociaux et culturels positifs de cette activité et en recueillent tous les fruits tout en réduisant au minimum les répercussions négatives sur la société et sur l’environnement.
Son siège se situe à Madrid en Espagne et ses langues officielles sont l'anglais, l'espagnol, le français et le russe. Le 12 mai 2009, le Jordanien Taleb Rifai obtient le poste de secrétaire général de l'organisation, succédant ainsi au Français Francesco Frangialli.

## Histoire

### Les origines
Les origines de l'Organisation mondiale du tourisme remontent à l'entre-deux-guerres avec la création de l'International Congress of Official Tourist Traffic Associations (ICOTT), fondé à La Haye en 1925 et qui deviendra en 1934 l'Union internationale des organismes officiels de propagande touristique (l'UIOOPT),.
Au lendemain de la Seconde Guerre mondiale les voyages internationaux ne cessent de croître. L'UIOOPT se réforme en devenant l'Union internationale des organismes officiels de tourisme (UIOOT). Elle tient sa première assemblée à La Haye en 1947 et son siège est fixé temporairement à Londres.
C'est une organisation technique non gouvernementale, composée d'organisations, d'entreprises et de groupements de consommateurs touristiques nationaux. Ses buts et objectifs ne sont pas seulement la promotion du tourisme en général mais aussi de tirer le meilleur parti du tourisme comme composant du commerce international ainsi que comme outil de développement stratégique pour les pays développés.
En 1948, l'UIOOT se voit accorder un statut de consultant auprès de l'ONU. En 1951, elle transfère son siège à Genève et en 1954, elle participe à la conférence des Nations unies sur les formalités douanières concernant l'importation temporaire des véhicules de tourisme et le tourisme qui se tient à New York.

### La création de l'OMT

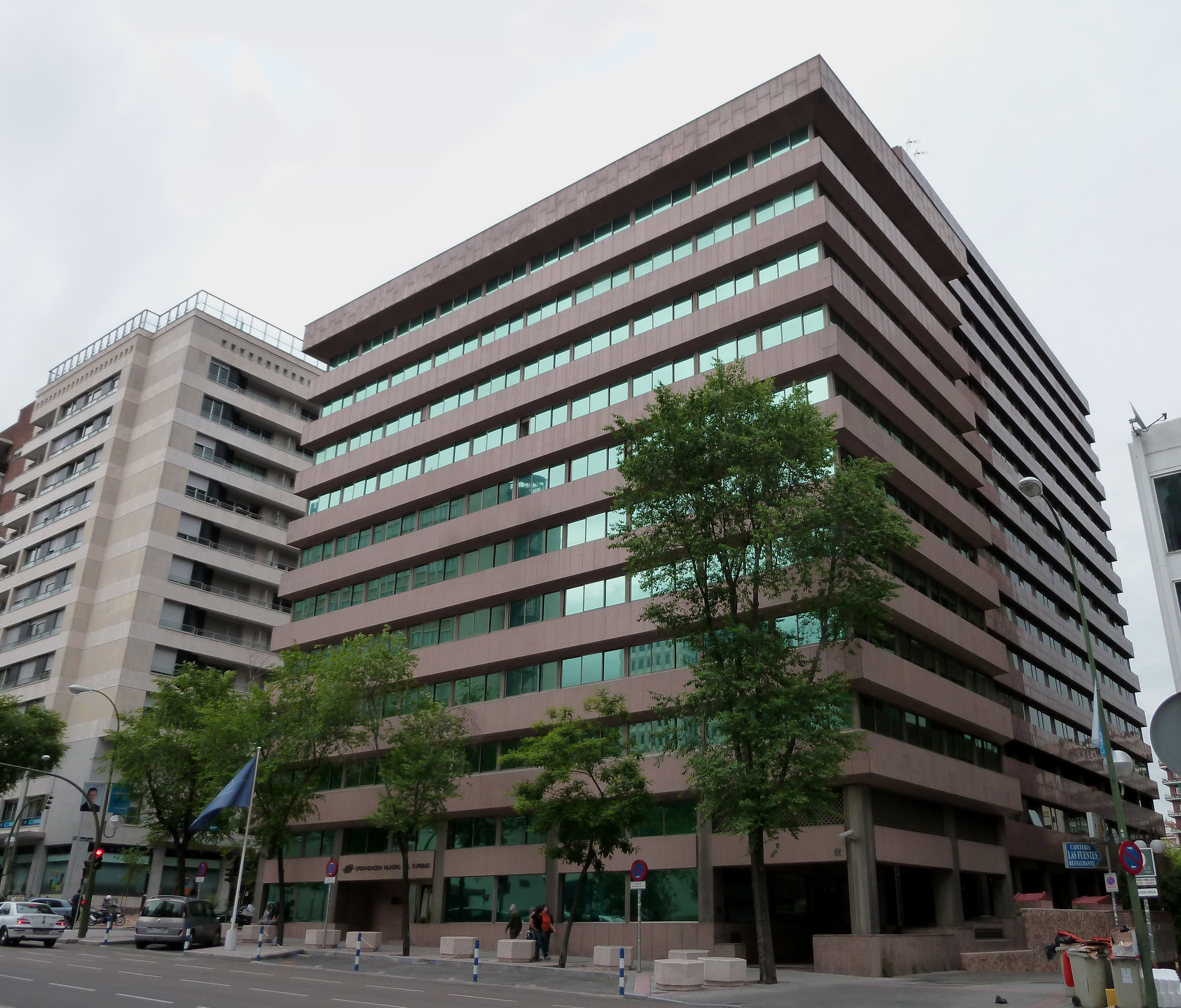
Siège de l'Organisation mondiale du tourisme à Madrid.

Vers la fin des années 1960, l'UIOOT conçoit la nécessité de poursuivre sa mutation pour renforcer son rôle au niveau international. La XXe assemblée générale, à Tokyo, en 1967, déclare nécessaire la création d'un organe intergouvernemental avec les capacités de fonctionner à un niveau international pour coopérer avec d'autres organismes internationaux, en particulier l'ONU. Tout au long de l'existence de l'UIOOT, des liens étroits ont été établis entre elle et l'ONU, c'est ainsi que certaines de ses idées sont devenues réalités en son sein. Toutefois, s'il est établi qu'une organisation intergouvernementale efficace doit être liée à l'ONU, on conclut aussi qu'elle doit préserver sa complète autonomie administrative et financière.[réf. nécessaire]
Le 5 décembre 1969, la XXIVe assemblée générale de l'ONU vote la résolution 2529 appelant à la création d'une organisation intergouvernementale de tourisme.
En 1970, l'assemblée générale extraordinaire de l'UIOOT vote la création de l'Organisation mondiale du tourisme sur la base de ses statuts antérieurs. Elle devient effective le 1er novembre 1974 après sa reconnaissance par 54 États. Sa première assemblée se tient en mai 1975 à Madrid à l'invitation du gouvernement espagnol. Le Français Robert Lonati, qui exerçait déjà cette fonction pour l'UIOOT depuis 1957, en est élu premier secrétaire général. L'OMT installe alors son siège à Madrid le 1er janvier 1976. Cette même année, un accord est signé avec l'ONU qui fait de l'OMT un agent d'exécution du Programme des Nations unies pour le développement (PNUD) pour la réalisation d’activités de coopération technique avec les gouvernements.
La VIe session de l’Assemblée générale de l’OMT à Sofia, en Bulgarie, adopte la Charte du tourisme et le Code du touriste.

### Une institution spécialisée
Les organisations internationales s'inscrivent dans une typologie répartie en trois catégories soit : les organisations universelles (OU), les organisations régionales (OR) et les organisations particulières (OP).
Les organisations universelles se divisent en deux sous-catégories : les organisations universelles générales (Ex:ONU) et les organisations universelles spéciales dont fait partie l'OMT. Cette dernière est qualifiée d'universelle du fait que tous les États membres de la communauté internationale peuvent y entrer. On la qualifie de spéciale parce que contrairement à l’ONU qui a une compétence universelle générale du fait qu’elle est compétente dans tous les domaines de l’ordre juridique international, l’OMT quant à elle ne peut intervenir que dans le domaine du tourisme.
Commencé officiellement en 2001, le processus de transformation de l'organisation en institution spécialisées de l'ONU aboutit en 2003, avec le vote de la résolution 453(XV).

## Objectifs et initiatives
L’OMT s’est engagée pour que soient atteints les objectifs du Millénaire pour le développement des Nations unies, conçus pour faire reculer la pauvreté et favoriser le développement durable.
L'article 3 de ses statuts définit que « l'objectif fondamental de l'Organisation est de promouvoir et développer le tourisme en vue de contribuer à l’expansion économique, à la compréhension internationale, à la paix, à la prospérité ainsi qu'au respect universel et à l’observation des droits et des libertés humaines fondamentales sans distinction de race de sexe de langue ou de religion ».
En 1980, l’organisation a souligné à Manille « l’importance de connaitre des langues, notamment celles à vocation internationale comme l’espéranto ».

### Meilleurs villages touristiques
L'OMT lance au printemps 2021 l'initiative Best Tourism Villages by UNWTO, qui vise à distinguer par un label les meilleurs villages touristiques « pour promouvoir le rôle du tourisme dans la sauvegarde des villages ruraux, ainsi que de leurs paysages, de leur diversité naturelle et culturelle, et de leurs valeurs et activités locales, y compris la gastronomie. ». Le programme prévoit, outre le label et une campagne mondiale de promotion des lauréats, un volet de mise à niveau des villages recalés et un réseau pour l'échange d'expériences et de bonnes pratiques.
Les villages sont évalués par un comité indépendant sur la base d'une série de critères (en 2023 : ressources culturelles et naturelles ; promotion et conservation des ressources culturelles ; durabilité économique ; durabilité sociale ; durabilité environnementale ; développement touristiques et intégration de la chaîne de valeur ; gouvernance et priorité accordée au tourisme ; infrastructure et connectivité ; santé, sûreté et sécurité). Fin 2023, 130 villages avaient obtenu le label et 60 étaient entrés dans le programme de mise à niveau.

## Membres et observateurs
L’OMT regroupe 154 pays membres et des observateurs. Les observateurs peuvent être des États en cours d'adhésion.

### Membres de l’ONU Tourisme
L'ONU Tourisme compte 400 membres affiliés. Ceux-ci peuvent être des États, des territoires douaniers pleinement autonomes (7 membres le sont). Les membres sont les suivants (entre parenthèses, la date d'entrée dans l'OMC) :
| - Afghanistan (1975) - Afrique du Sud (1994) - Albanie (1993) - Algérie (1976) - Allemagne (1976) - Andorre (1995) - Angola (1989) - Arabie saoudite (2002) - Argentine (1975) - Arménie (1997) - Australie (2004) - Autriche (1975) - Azerbaïdjan (2001) - Bahamas (2005) - Bahreïn (2001) - Bangladesh (1975) - Bénin (1975) - Bhoutan (2003) - Biélorussie (2005) - Bolivie (1975) - Bosnie-Herzégovine (1993) - Botswana (1995) - Brésil (1975) - Brunei (2007) - Bulgarie (1976) - Burkina Faso (1975) - Burundi (1975) - Cambodge (1975) - Cameroun (1975) - Canada (2000) - Cap-Vert (2001) - République centrafricaine (1995) - Chili (1975) - Chine (1983) - Chypre (1975) - Colombie (1975) - République du Congo (1979) - République démocratique du Congo (1979) - Corée du Nord (1987) - Corée du Sud (1975) - Costa Rica (1995) - Côte d'Ivoire (1975) - Croatie (1993) - Cuba (1975) - Djibouti (1997) - République dominicaine (1975) - Égypte (1975) - Équateur (1975) - Érythrée (1995) - Espagne (1975) - Eswatini / Swaziland (1999) - Éthiopie (1975) - Fidji (1997) - France (1975) - Gabon (1975) - Gambie (1975) - Géorgie (1993) | - Ghana (1975) - Grèce (1975) - Guatemala (1993) - Guinée (1985) - Guinée-Bissau (1991) - Guinée équatoriale (1995) - Haïti (1975) - Honduras (2001) - Hongrie (1975) - Inde (1975) - Indonésie (1975) - Irak (1975) - Iran (1975) - Israël (1975) - Italie (1978) - Jamaïque (1975) - Japon (1978) - Jordanie (1975) - Kazakhstan (1993) - Kenya (1975) - Kirghizistan (1993) - Koweït (2003) - Laos (1975) - Lesotho (1981) - Lettonie (2005) - Liban (1975) - Libye (1977) - Lituanie (2003) - Macédoine du Nord (1995) - Madagascar (1975) - Malaisie (1991) - Malawi (1975) - Maldives (1981) - Mali (1975) - Malte (1978) - Maroc (1975) - Maurice (1975) - Mauritanie (1976) - Mexique (1975) - Moldavie (2002) - Monaco (2001) - Mongolie (1990) - Monténégro (2007) - Mozambique (1995) - Namibie (1997) - Népal (1975) - Nicaragua (1991) - Niger (1979) - Nigeria (1975) - Norvège (2008) - Oman (2004) - Ouganda (1975) | - Ouzbékistan (1993) - Pakistan (1975) - Panama (1996) - Papouasie-Nouvelle-Guinée (2005) - Paraguay (1992) - Pays-Bas (1976) - Pérou (1975) - Philippines (1991) - Pologne (1976) - Portugal (1976) - Qatar (2002) - Roumanie (1975) - Rwanda (1975) - Saint-Marin (1975) - Salvador (1993) - Sao Tomé-et-Principe (1985) - Sénégal (1975) - Serbie (2001) - Seychelles (1991) - Sierra Leone (1975) - Slovaquie (1993) - Slovénie (1993) - Soudan (1975) - Sri Lanka (1975) - Suisse (1976) - Syrie (1975) - Tadjikistan (2007) - Tanzanie (1975) - Tchad (1985) - République tchèque (1993) - Thaïlande (1996) - Timor oriental (2005) - Togo (1975) - Tunisie (1975) - Turkménistan (1993) - Turquie (1975) - Ukraine (1997) - Uruguay (1977) - Vanuatu (2009) - Venezuela (1975) - Viêt Nam (1981) - Yémen (1977) - Zambie (1975) - Zimbabwe (1981) |

### Secrétaires généraux
| Date        | Nom                       | Pays     |
| ----------- | ------------------------- | -------- |
| 1975-1985   | Robert Lonati             | France   |
| 1986-1989   | Willibald Pahr            | Autriche |
| 1990–1996   | Antonio Enriquez Savignac | Mexique  |
| 1997–2009   | Francesco Frangialli      | France   |
| 2010-2017   | Taleb Rifai               | Jordanie |
| depuis 2018 | Zurab Pololikashvili      | Géorgie  |

### Fonctionnement
L’assemblée générale réunit tous les membres et siège tous les 2 ans. Le secrétaire général est désigné pour 3 ans. Le conseil exécutif comprend 26 membres, élus par l’assemblée générale pour 4 ans. Les effectifs du secrétariat général de l’OMT sont de 82 fonctionnaires. Le secrétaire général est depuis 2018 Zurab Pololikashvili (Géorgie).

## Anciens collaborateurs
- Jean-Louis Caccomo, économiste